# Celso Amorim
Pour les articles homonymes, voir Amorim.
Celso Luiz Nunes Amorim (né le 3 juin 1942 à Santos au Brésil), est un homme politique brésilien. Ministre des Affaires étrangères du Brésil pendant le gouvernement du Président Lula entre 2003 et 2010. D'août 2011 à décembre 2014, il est le  ministre de la Défense du Brésil sous la présidence de Dilma Rousseff après la démission de son prédécesseur Nelson Jobim.

## Biographie
Celso Amorim est né le 3 juin 1942 à Santos au Brésil. Il est marié à Ana Maria Amorim dont il a eu quatre enfants (le cinéaste austro-brésilien Vicente Amorim, Anita, João et le cinéaste Pedro Amorim).
Diplomate de carrière, Celso Amorim est le représentant permanent du Brésil auprès de l'ONU, du GATT et de la Conférence du désarmement à Genève de 1991 à 1993; Il devient ensuite représentant permanent du Brésil auprès de l'Organisation des Nations unies au siège de  New York de 1995 à 1999. Il est de nouveau représentant permanent du Brésil auprès de l'Organisation des Nations unies et l'Organisation mondiale du commerce à Genève de 1999 à 2001. Il devient l'ambassadeur du Brésil à Londres  au Royaume-Uni de 2001 à 2002.
Le 1er janvier 2003, il devient Ministre des Affaires étrangères du Brésil sous le gouvernement de Luiz Inácio Lula da Silva. Il occupera ce poste pendant toute la législature de Luiz Inácio Lula da Silva.
Le 5 août 2011, Celso Amorim devient le nouveau ministre de la Défense brésilien en remplaçant Nelson Jobim après sa démission sous le gouvernement de Dilma Rousseff. Nicolas Sarkozy puis François Hollande négocient avec lui  la vente de 36 avions de combat Rafale destinés à l'armée de l'air brésilienne. Cependant le 18 décembre 2013, il annonce que l'avionneur Gripen NG, du Suédois SAAB remporte l'offre. Il quitte ses fonctions le 1er janvier 2015.
Il est actuellement chef de la mission d’observation électorale de l’Organisation des États américains (OEA).
Il est membre d'honneur de la Fondation Sergio Vieira de Mello.

## Distinctions
- Grand-croix de l'ordre de l'Infant Dom Henri

## Œuvres
- 2011, Conversas Com Jovens Diplomatas (Em Portugues do Brasil). Éditions Benvira,  (ISBN 978-8502135376)
- 2013, Breves narrativas diplomáticas, Éditions Benvira
- 2015, Teerã, Ramalá e Doha - Memórias da Política Externa Ativa e Altiva, Éditions Benvira